# Wildbach Trio
Das Wildbach Trio ist eine österreichische volkstümliche Musikgruppe aus Gschaid bei Birkfeld in der Steiermark.

## Geschichte
Die Brüder Johannes und Christian Wagner traten 1984 erstmals als Wagner Buam auf. Doch das Ziel der Brüder war es als Trio aufzuspielen und so suchte man sich einen dritten Mann, welcher mit Michael Sammer aus Friesach bei Semriach gefunden wurde. 1992 beendete Michael Sammer die Karriere beim Wildbach Trio nach sieben erfolgreichen Jahren. Nun erweiterte man die Gruppe auf sechs Mitglieder. Hinzu kamen Gerald Pratscher (Schlagzeug), Markus Kulmer (E-Gitarre, Gesang), Walter Koschuh (Harmonika, Keyboard) und Renate Schauperl (Gitarre, Gesang). Bis 1996 trat die Gruppe jetzt unter dem Namen WILDBACHER auf. Ende 1996 kam dann der Entschluss der Wagner Brüder die Gruppe aufzulösen und komplett neue Wege zu gehen. Da die Nachfrage nach dem legendären Trio aber kein Ende fand, beschlossen die Wagner Brüder im Sommer 2011 ein Comeback des Wildbach Trios im Jahr 2013 zu starten. Als Posaunist wird nun aber Hannes Wagner jun. zum Einsatz kommen.

## Erfolge
- Auftritt 1986 an der Ost- und Westküste Kanadas
- Das Trio startet 1988 als erste Volksmusikgruppe Österreichs eine 30-tägige Tournee quer durch Australien

## Auszeichnungen
- 1986 – Höchste Auszeichnung beim Alpenländischen Volksmusikwettbewerb in Innsbruck
- 1990 – Verleihung des Goldenen Musikanten
- 1991 – Verleihung des Goldenen Mikrofon
- 2015 – Verleihung des Erzherzog Johann Award

## Diskografie (Auszug)
- 1985 – Das Wildbach Trio spielt auf
- 1986 – Im Bauernstüberl
- 1987 – I måg di genauso wiast bist
- 1988 – Zwoa Bergschuach und a Lederhos‘n
- 1989 – In der Steiermårk is a Pråcht
- 1990 – A so a steirische Musi
- 1991 – Du muaßt Die Herzerl fråg‘n
- 1993 – Mir san vier Buam vom Land
- 1996 – Amol im Leb‘n
- 2012 – Weihnacht heißt Gott hat di gern (Single)
- 2013 – Zwoa Bergschuach und a Lederhos‘n (Version 2013) Single Download Version
- 2013 – So groß und stoark wie nie
- 2013 – Alpenzauber
- 2014 – Was a echta Steirer is (Version 2014) Single Download Version
- 2014 – 2-CD-Box Gebirgsfreuden
- 2014 – Zum Glück hab i a Musi
- 2015 – Weihnachten dahoam is am schönsten (Single Download Version)
- 2016 – Wildbach Trio Zeit
- 2016 – Wildbach Trio Weihnacht
- 2017 – 3-CD-Box Steirisches G'miat (incl. der Hitsingle Hey Arnie Der Us-Steirische Mega-Hit)